# Единадесетоъгълник
Единадесетоъгълникът (също и хендекагон, от старогръцки: ἕνδεκα + γωνία – „единадесет“ + „ъгъл“, или смесеното ундекагон, от латински: undecim – „единадесет“) е многоъгълник с единадесет страни и ъгли. Сборът на всички вътрешни ъгли е 1620° (9π). Има 44 диагонала.

## Правилен единадесетоъгълник
При правилния единадесетоъгълник всички страни и ъгли са равни. Вътрешният ъгъл е 147 3⁄11° = 147,(27)°, а външният и централният – 32 8⁄11° = 32,(72)°.

### Лице
Лицето S на правилен единадесетоъгълник може да бъде намерено по три начина:
- По страната a:

{\displaystyle S={\frac {11a^{2}}{4}}\cot({\tfrac {\pi }{11}})\approx 9,3656399\,a^{2}}
- По радиуса R на описаната окръжност:

{\displaystyle S={\frac {11R^{2}}{2}}\sin({\tfrac {2\pi }{11}})\approx 2,9735245\,R^{2}}
- По радиуса r на вписаната окръжност (т.е. апотемата):

{\displaystyle S=11r^{2}\cdot \tan({\tfrac {\pi }{11}})\approx 3,2298914\,r^{2}}

### Построение
Тъй като 11 не е просто число на Ферма, правилен единадесетоъгълник не може да бъде построен с линийка и пергел. Примерно приблизително построение на правилен единадесетоъгълник: